# Perameles
Perameles un género de marsupiales peramelemorfos de la familia Peramelidae conocidos vulgarmente como bandicuts hociquilargos. Son propios de Australia.

## Especies
El género Perameles incluye cinco especies.
- Perameles bougainville
- Perameles eremiana (extinto)
- Perameles gunnii
- Perameles nasuta
- Perameles papillon (extinto)